# Bechcice-Kolonia
Bechcice-Kolonia – wieś w Polsce położona w województwie łódzkim, w powiecie pabianickim, w gminie Lutomiersk.
Miejscowość położona jest na Wysoczyźnie Łaskiej.
W latach 1975–1998 miejscowość należała administracyjnie do województwa sieradzkiego.